# Turridrupa deceptrix
Turridrupa deceptrix é uma espécie de gastrópode do gênero Turridrupa, pertencente a família Turridae.